# Meilhards

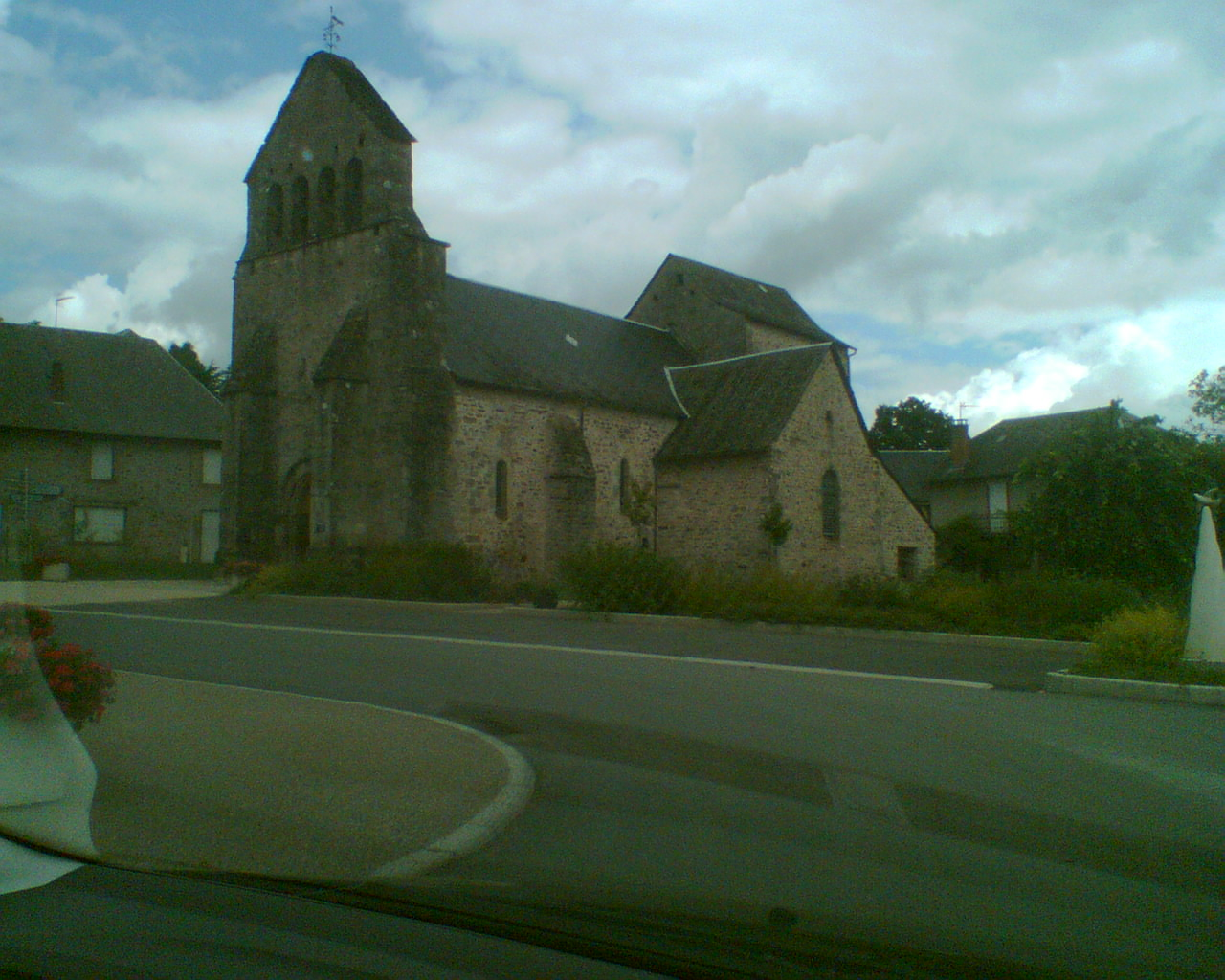
Kościół w Meilhards, 2008

Meilhards – miejscowość i gmina we Francji, w regionie Nowa Akwitania, w departamencie Corrèze.
Według danych na rok 1990 gminę zamieszkiwały 622 osoby, a gęstość zaludnienia wynosiła 14 osób/km² (wśród 747 gmin Limousin Meilhards plasowała się na 208. miejscu pod względem liczby ludności, natomiast pod względem powierzchni na miejscu 54.).